# Secessione viennese

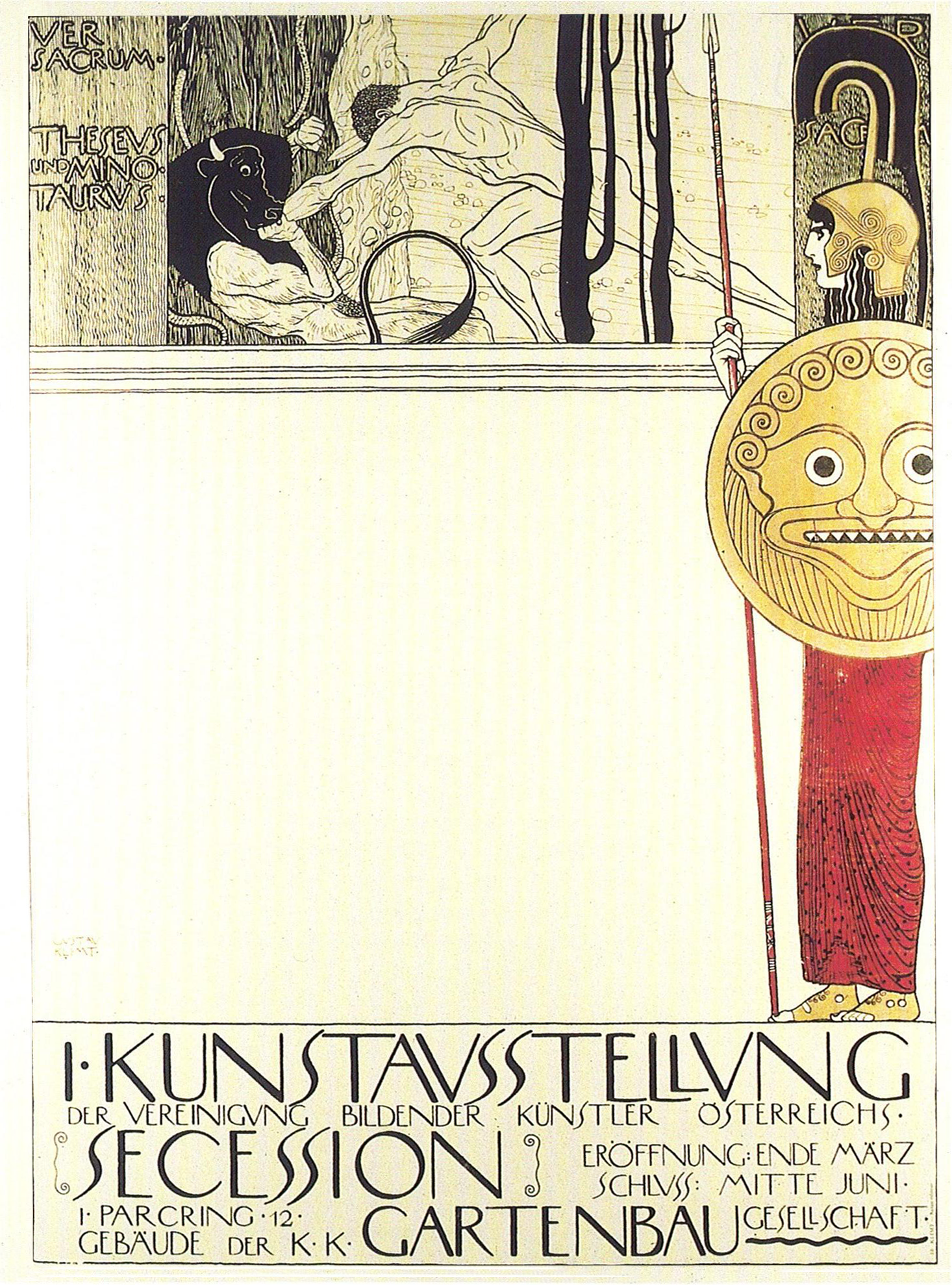
Un manifesto di Klimt per la rivista Ver Sacrum.

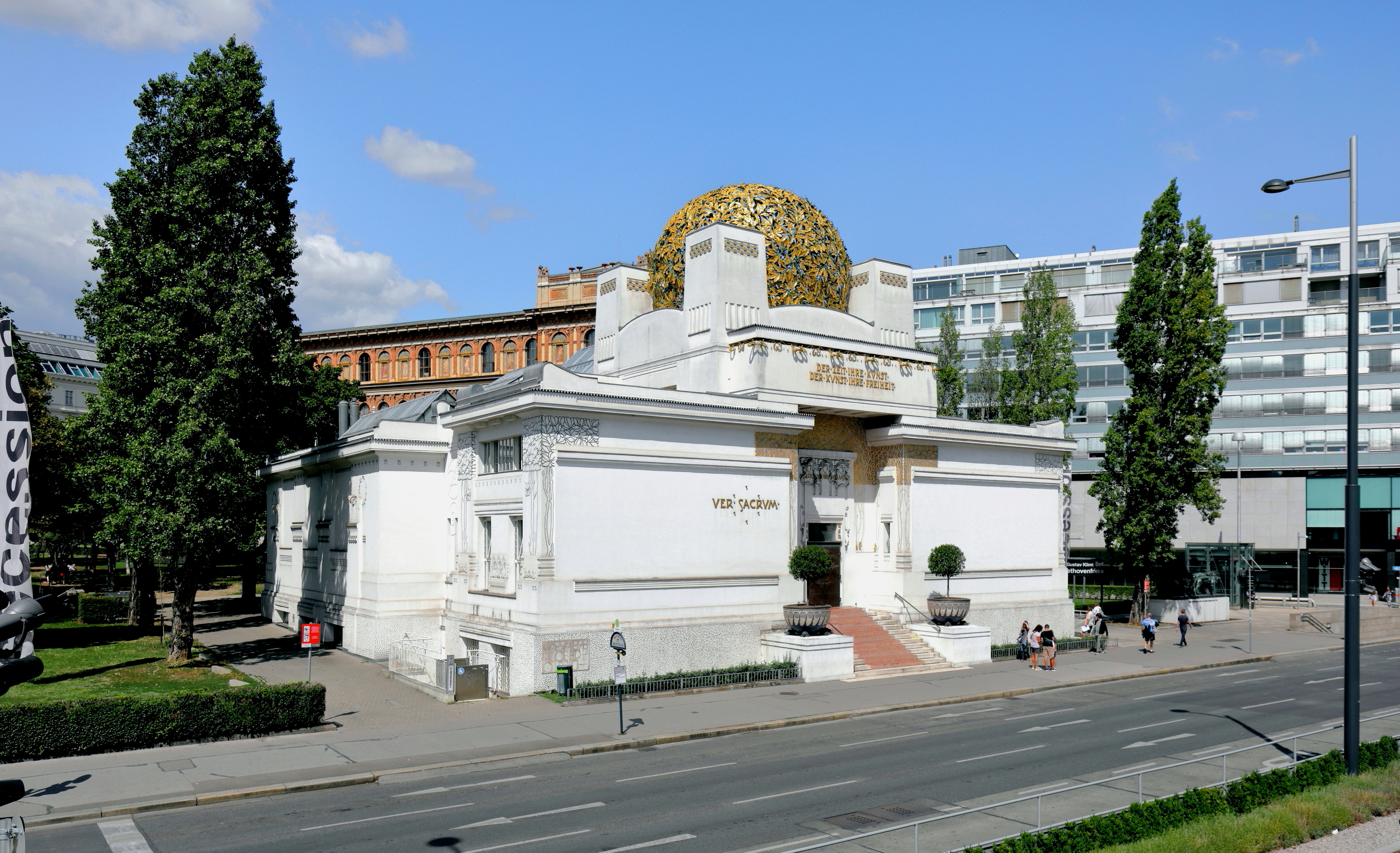
Il Palazzo della Secessione a Vienna.

Nella storia dell'arte la secessione (in tedesco Secessionstil) è riferita allo sviluppo di stili artistici, sviluppatisi fra la fine del XIX secolo e l'inizio del XX secolo, a Monaco di Baviera e Berlino in Germania e a Vienna in Austria. L'ufficializzazione di questo movimento avvenne con la cosiddetta Wiener Secession (Secessione viennese), che consistette nella creazione di un'associazione di 19 artisti, fra cui pittori e architetti, che si staccarono dall'Accademia di Belle Arti per formare un gruppo autonomo, dotato di una propria indipendenza e anche di una propria sede: il Palazzo della Secessione Viennese.

 
L'ideale della Gesamtkunstwerk, l'opera d'arte totale, venne esaltato da questi artisti, che progettarono, dipinsero, decorarono in vista di una fusione completa delle arti. Nel 1898 a Vienna apparve la rivista secessionista Ver Sacrum (da cui la definizione del periodo come Primavera sacra). I principali fautori di questo movimento furono Gustav Klimt, Egon Schiele, Koloman Moser, Otto Wagner, Max Fabiani, Joseph Maria Olbrich, Carl Moll, Josef Maria Auchentaller e Josef Hoffmann, alcuni dei quali morirono nel 1918, a causa della pandemia di influenza spagnola. Questo movimento è contemporaneo agli altri movimenti simili sviluppatisi nel resto dell'Europa, ognuno con un proprio nome a seconda della nazione, come ad esempio l'Art Nouveau o il modernismo, proprio per la sua propensione ad un certo recupero della tradizione, ma con l'utilizzo di nuove tecniche e di nuovi materiali.

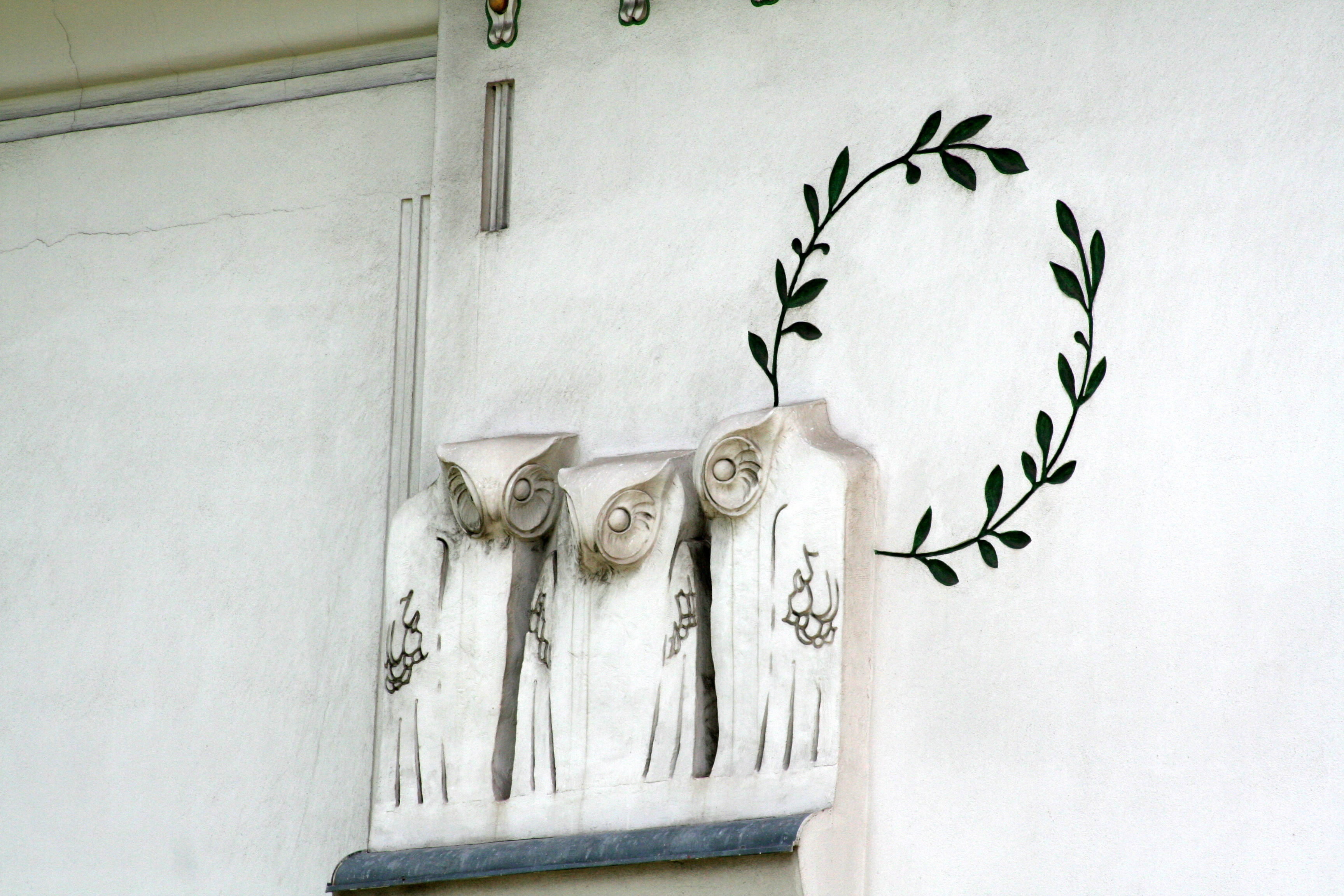
I gufi di Koloman Moser sui prospetti del Palazzo della Secessione.

## Quadro storico
Durante la seconda metà del XIX secolo la città di Vienna subì grandi trasformazioni ed ampliamenti. Nel 1857 furono abbattute le mura della città e fu realizzata la Ringstraße, un anello stradale attorno al centro antico della città. La strada venne affiancata da grandi costruzioni monumentali in stili revivalisti. Nel 1894 inoltre furono iniziati i lavori della metropolitana, in parte sotterranea in parte sopraelevata, con viadotti, edifici amministrativi e 25 stazioni.
Contemporaneamente i ricchi borghesi e i burocrati di successo fondarono varianti urbane e suburbane delle Rosenhäuser, specie di ville museo che diventavano centri di attiva vita sociale. Dal 1894 Otto Wagner divenne insegnante della scuola di architettura all'Accademia di Belle Arti di Vienna. Lo stesso Wagner nel 1896 pubblicò la sua prima opera teorica, Moderne Arkitektur.

## L'architettura

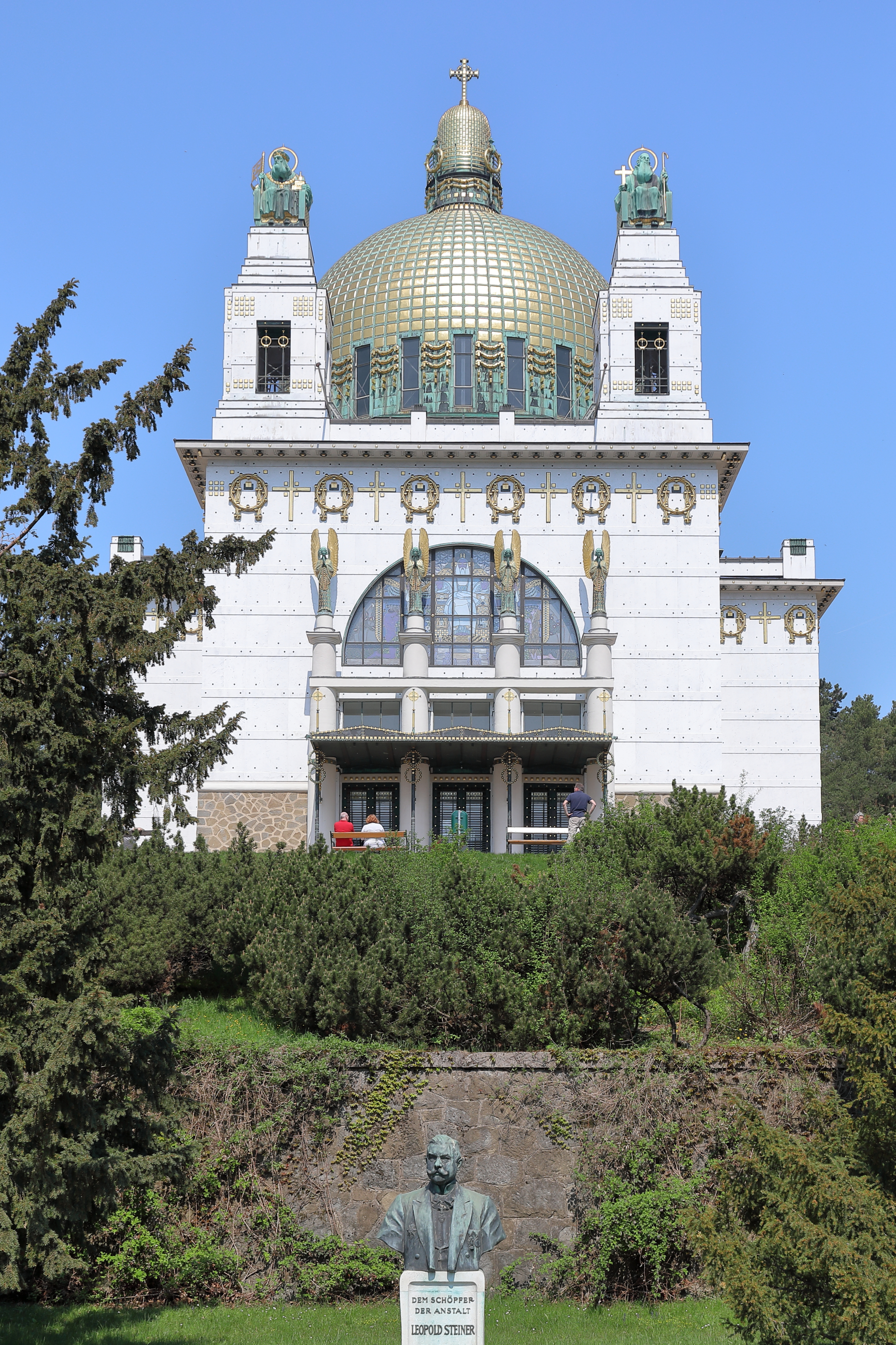
La Kirche am Steinhof di Otto Wagner

I nuovi indirizzi nell'architettura vennero presentati con esempi pratici da Otto Wagner e Joseph Maria Olbrich. A Trieste Max Fabiani, nel 1905, realizzò la Casa Bartoli.

## La pittura

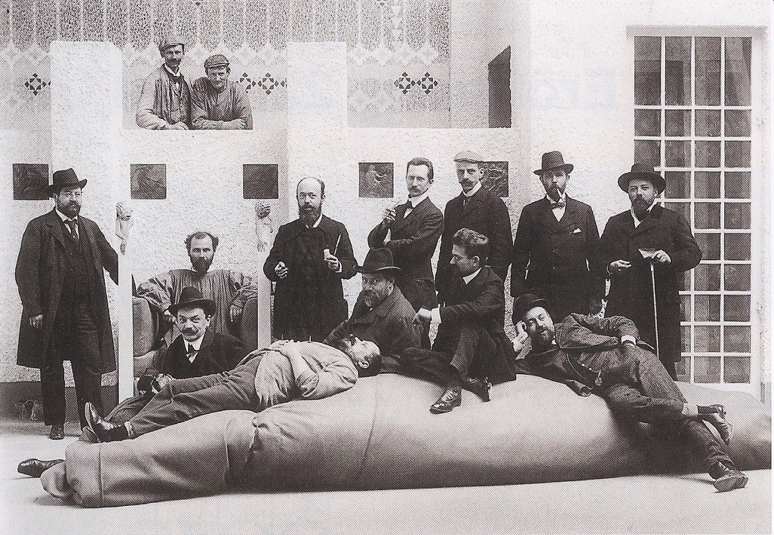
Gruppo di artisti della Secessione viennese fotografati da Moritz Nähr: Anton Stark, Gustav Klimt, Koloman Moser, Adolf Böhm, Maximilian Lenz, Ernst Stöhr, Wilhelm List, Emil Orlik, Maximilian Kurzweil, Leopold Stolba, Carl Moll e Rudolf Bacher. Vienna 1902.

Nel 1896 Klimt, assieme ad altri diciotto artisti, dichiarò la scissione dalla Wiener Künstlerhaus, l'associazione ufficiale degli artisti viennesi e, come passo successivo, la secessione (1897). Contemporaneamente, tra i pittori si palesò una diversa concezione dell'arte figurativa. In particolare, a partire dal 1907, la ricerca stilistica si radicalizzò con Egon Schiele e Oskar Kokoschka, i quali proseguirono sulla strada inaugurata dal loro mentore Gustav Klimt, nel momento in cui questi, disilluso, era tornato a uno stile pittorico più accademico. I tradizionalisti non accettarono questi nuovi punti di vista e anzi rigettarono sistematicamente qualsiasi novità.
La secessione viennese, soprattutto in pittura, non è tanto un atto di rivolta contro l'arte del passato, quanto piuttosto un'iniziativa tesa a creare l'arte in Austria, un'arte corrispondente alle esigenze del tempo. "Non si discute - scrive infatti un critico coevo sostenitore della Secessione - tra la vecchia arte, che di fatto non esiste da noi, e una nuova. Non si combatte per qualche sviluppo o cambiamento nell'arte, ma per l'arte stessa, per il diritto di creare artisticamente". "La gente - aggiunge poi il poeta Hugo von Hofmannsthal - deve ricominciare a vedere quadri, non oleografie dipinte a mano: deve potersi di nuovo ricordare che la loro materia è una scrittura magica che, con macchie di colore in luogo delle parole, ci trasmette una visione interiore del mondo - il mondo misterioso, arcano, meraviglioso - non un'attività commerciale. L'arte del colore domina l'anima umana non diversamente da quella dei suoni". Colui che porta avanti queste idee, non con le parole ma con la sua pittura, è Gustav Klimt, il pittore più rappresentativo di questa corrente, che dopo aver visto l'opera Strega alla toilette di Teresa Feoderovna Ries la considerò rappresentativa di questa corrente nella scultura. Altro protagonista di quegli anni fu Egon Schiele.

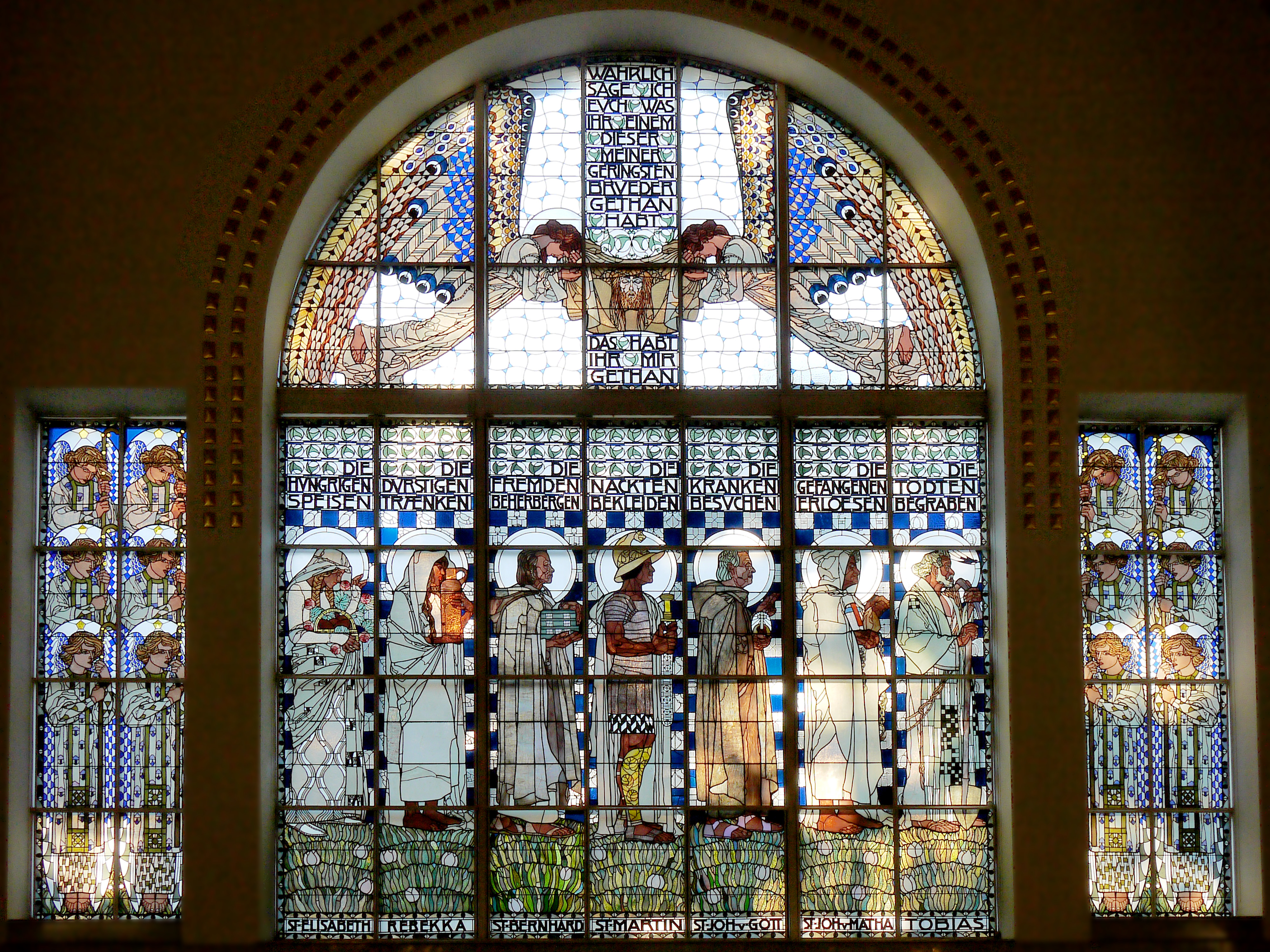
Le vetrate della Kirche am Steinhof di Moser

## Arti applicate. La Wiener Werkstätte
Nel 1903 Josef Hoffmann, l'industriale Fritz Wärndorfer ed il pittore Koloman Moser crearono una ditta di arti applicate per la produzione di manufatti artigianali, la Wiener Werkstätte. Il modello di riferimento era stato l'Arts and Crafts britannico. L'obiettivo della ditta è stato quello di rinnovare il concetto di arte nel campo delle arti e mestieri. La produzione era realizzata secondo i principi enunciati da Hoffmann e Moser nel 1905 nel loro programma. La ditta aveva collaborato sia con la Secessione viennese che con la scuola d'arte viennese. Di grande rilievo furono le creazioni di vetrate e tappezzerie di Koloman Moser.